# Kanada (Nya Frankrike)
Kanada (franska: Canada) var en fransk besittning som sträckte sig längs Saint Lawrencefloden; övriga franska besittningar i Nya Frankrike var Akadien, Louisiana samt vissa sydliga delar av Newfoundland. Kanada, den mest utvecklade besittningen i Nya Frankrike, var indelad i tre olika distrikt, med varsin egen styrelse: Québec, Trois-Rivières och Montreal. Québecdistriktets guvernör var också generalguvernör över hela Nya Frankrike.
Vid Parisfreden 1763 tilldelades området britterna.

### Fotnoter
1. 1 2  MCC. "Le territoire Arkiverad 20 september 2008 hämtat från the Wayback Machine.", in La Nouvelle-France. Ressources françaises, Ministère de la Culture et de la Communication (France), 1998, läst 2 augusti 2008